# LGV35
isai V30+ LGV35（イサイ ブイサーティープラス エルジーブイサンゴ）は、韓国のLGエレクトロニクスによって日本国内向けに開発された、auブランドを展開するKDDIおよび沖縄セルラー電話の第3.9世代移動通信システム（au 4G LTE/au VoLTE）、第4世代移動通信システム（au 4G LTE CA/WiMAX2+）対応スマートフォンである。

## 概要
LGV34の後継機種で、グローバルモデルであるLG V30の日本国内ローカライズモデルとなる。なお、本機種はisaiシリーズであるがVシリーズの端末にも属する。
先代機種と比較して画面サイズがアップしており、さらにGoogleのVRサービス「Daydream」にも対応している。先代機種ではIPS液晶を採用していたが、本機種ではLGL23以来となる有機ELを採用している。
動画撮影機能が強化されており、映画のように撮影することができる「Cine Video」機能を搭載している。また、動画撮影時に自然なズームを可能とする「ポイントズーム」機能が搭載されており、タッチした場所が自然に画面の中央に来るようにズームすることが可能となっている。
音響面では先代機種に引き続きバングアンドオルフセンが監修しており、新たにMQAフォーマットの再生にも対応している。
その他の機能としてisaiシリーズでは初となるMIL-STD 810G相当の耐衝撃性能を装備している。
キャッチコピーは「圧倒的映像美と迫真の音質。すべてのリアルを映し出す先進モデル」。
ちなみに、正式記載は無いが、非接触充電（Qi）に対応している。また、マイナンバー読み取り機能にも対応している。

## その他機能
※PC向けWebブラウザが標準装備されている。携帯向けサイト(EZWeb)は他のスマートフォンやPCと同じく閲覧不可。
| 主な機能・対応サービス                   | 主な機能・対応サービス                                                        | 主な機能・対応サービス                                     | 主な機能・対応サービス             |
| ---------------------------------------- | ----------------------------------------------------------------------------- | ---------------------------------------------------------- | ---------------------------------- |
| auウィジェット Webブラウザ               | うたパス うたパス音楽プレーヤー （ハイレゾ音源対応版） LISMO WAVE             | おサイフケータイ NFC おくだけ充電（Qi） 指紋認証／虹彩認証 | ワンセグ フルセグ HDMI出力         |
| au one メール PCメール Gmail EZwebメール | デコレーションメール デコレーションアニメ                                     | Friends Note                                               | PCドキュメント                     |
| 歩数計                                   | GPS 方位計                                                                    | au oneナビウォーク au one助手席ナビ                        | au one ニュースEX au one GREE      |
| auベーシックホーム じぶん銀行            | 緊急速報メール                                                                | Bluetooth                                                  | 無線LAN機能 (Wi-Fi) auシェアリンク |
| 赤外線通信                               | au VoLTE （シンクコール対応） WIN HIGH SPEED au 4G LTE （3CC CA対応） WiMAX2+ | au世界サービス                                             | auフェムトセル                     |
| microSDHC microSDXC                      | モーションセンサー(6軸)                                                       | 防水 防塵                                                  | 簡易留守録 着信拒否設定            |

- 安心セキュリティパックはフル対応

## 歴史
- 2017年8月31日（現地時間） - ドイツ・ベルリンの家電展示会「IFA 2017」にてLGエレクトロニクスよりグローバルモデル発表。この時点では日本国内での販売は未定だったが、Daydreamの日本国内での販売と同時に示唆されていた[8]。
- 2017年11月21日 -  KDDI、およびLGエレクトロニクスジャパンより公式発表。
- 2017年12月22日 - 発売開始。

## アップデート
2018年5月17日
- カメラ機能の向上。
- セキュリティ機能の改善（セキュリティパッチレベルが2018年4月に）。

2018年7月5日
- セキュリティ機能の改善（セキュリティパッチレベルが2018年6月に）。

2018年8月30日
- セキュリティ機能の改善（セキュリティパッチレベルが2018年8月に）。

2018年12月18日
- セキュリティ機能の改善（セキュリティパッチレベルが2018年11月に）。

2019年2月12日
- セキュリティ機能の改善（セキュリティパッチレベルが2019年1月に）。

2019年4月9日
- セキュリティ機能の改善（セキュリティパッチレベルが2019年3月に）。

2019年6月6日
- セキュリティ機能の改善（セキュリティパッチレベルが2019年5月に）。